# روس بنسون
روس بنسون (بالإنجليزية: Ross Benson)‏ هو صحفي بريطاني، ولد في 29 سبتمبر 1948 في اسكتلندا في المملكة المتحدة، وتوفي في 8 مارس 2005.